# حرب أهلية (مسلسل)
حرب أهلية مسلسل تلفزيوني مصري عُرض في شهر رمضان عام 1442 هـ، من بطولة يسرا وباسل خياط، ومن إخراج سامح عبد العزيز.

## قصة المسلسل
تدور الأحداث حول «مريم» (يسرا) والتي لديها ابنة «تمارا»، وتضطرها الظروف لترك ابنتها وهي صغيرة فتشب حاقدة عليها، وتتعرض مريم للخداع من قبل طبيبها النفسي وزوجها يوسف.

## طاقم العمل
- يسرا: (مريم)
- باسل خياط: (يوسف)
- جميلة عوض: (تمارا)
- أروى جودة: (فريدة)
- عمرو صالح: (كيشو - صديق تمارا)
- سينتيا خليفة: (نادين - زوجة عزيز)
- مايان السيد: (نور)
- رشدي الشامي: (عزيز)
- محمود حجازي: (زياد)
- مروة الأزلي: (سارة)
- ميريت الحريري: (والدة زياد)
- علاء قوقة: (والد فريدة)
- خالد حجاج عبد العظيم: (حسين - أخو نور)
- بسنت صيام: (نانسي)
- شريف قنديل
- جليلة: (طفلة)
- خالد صالح سليم: (سليم - والد كيشو)
- شيرين رضا: (ضيفة شرف)